# 山口文憲
山口 文憲（やまぐち ふみのり、1947年5月1日 - ）は、日本のノンフィクション作家・エッセイスト。親しい知人には「ブンケン」「ブンケンさん」と呼ばれる。

## 来歴・人物
静岡県浜松市生まれ。父の山口文太郎は静岡大学名誉教授で、戦中は浜松高等工業学校で化学を教えていた。その父から「文化国家・平和憲法」から「文憲（ふみのり）」と名付けられた。
静岡大学教育学部附属浜松小学校、中学校を経て、静岡県立浜松北高等学校を卒業。
東京芸術大学器楽科（トランペット専攻）を受験するが、不合格。高校卒業後、1966年に、東京に上京して予備校に通うが、受験に失敗し、浪人生活がつづく。
1967年、トランペットのレッスンの帰りに、「ベトナムに平和を!市民連合」（ベ平連）の事務所を覗いてみたところ、後にノンフィクション作家となる吉岡忍から「ベ平連ニュース」を封筒に詰める作業を頼まれ、そのままベ平連に入会。ベ平連の活動で、鶴見俊輔、小田実、武藤一羊、鶴見良行、室謙二らを知る。
同1967年、20歳にして「朝日ジャーナル」に寄稿し、ライターとなる。
1968年、「3浪」の時代に、予備校に新たに浪人生として入ってきた亀和田武に出会う。亀和田によると、このころの山口は、話がうまく、20歳そこそこの若造の話に、30代、40代の大人が笑いころげるというほどの、話芸の天才であった。一方で、他人から話を引き出すのも、非常にうまかった。
ベ平連の中の、米兵の脱走を支援する組織「JATEC（反戦脱走米兵援助技術委員会）」に参加するが、1968年11月、北海道の弟子屈で、山口が運転するレンタカーに乗っていた、19歳の米脱走兵のジェラルド・メイヤーズが、日本の警察により逮捕され、アメリカ海軍に引き渡された。
また、山口は、自宅でメイヤーズにモデルガンを見せていたが、それを本物の銃と勘違いしたメイヤーズの供述により、1969年2月15日に「銃砲刀剣等取締法違反」容疑で、日本の警察に逮捕された。だが、銃は保有していなかったため、釈放された。また、高橋武智（当時立教大学助教授）宅も、メイヤーズ逮捕の関連で、警察による家宅捜索を受けた。
逮捕され、マスコミに大々的に報道されたことにより、音楽家志望は完全にあきらめる。
同1969年、新宿西口のベ平連のフォークゲリラたちの運動を助け、音楽家志望を生かしてギターを調弦、また中心にいて歌を歌った。助っ人であるにも係わらず、当時の「フォークゲリラの記録写真」では、山口が真ん中に写っている。
1970年には、アルバイトで『週刊ポスト』のデータマンを3ヶ月つとめる。
その後は、さまざまなアルバイトを行う。音楽出版社で、渡された演奏テープを聞いて、フォーク歌集一冊分の採譜をするアルバイトをしたこともあったが、その作業の際にたまたま、三上寛と出あった。
1974年から1975年にかけて、パリに滞在。
帰国後、某新聞社で「アイドルへのインタビュー」の仕事を請け負っていた際、アグネス・チャンのインタビューを行い、「16歳で海外に出稼ぎに出るアイドル」を生んだ香港に興味を抱く。
そこで、何ら先の見込みもなく、1976年のクリスマスの朝に、横浜から船に乗り、香港へ着き、そのままそこに1年ほど居つく。生活費の足しにするため、原稿を書いて日本に送り、雑誌『面白半分』に連載エッセイ「香港漫歩」として掲載。その内容はのち、1984年に『香港世界』としてまとめられた。
そののちも、香港に滞在し、その魅力のとりことなる。1979年には、玉村豊男『パリ・旅の雑学ノート』（1977年）を刊行していたダイヤモンド社から、『香港・旅の雑学ノート』を刊行。自身で撮った写真や自筆のイラスト満載で、新しい視点から都市・香港を解剖した本であり、話題となる。
なお、前書きには、「日本の観光客が香港に求める二つの楽しみ、ショッピングと中国料理の食べ歩き、この本には、この二つについては一切書かれていない。しかし、それ以外はあらゆることを盛り込んだ」とあった。また、当書の文庫化の際の解説は、アグネス・チャンが担当している。
以降、ノンフィクション作家、エッセイスト、書評家などとして活躍。新鮮な視点とユーモアに満ちた著書を、刊行し続けている。
1980年代には、雑誌「漫画アクション」の名物匿名コラム「アクション・ジャーナル」に、阿奈井文彦、亀和田武、呉智英、関川夏央、堀井憲一郎、村上知彦らとともに、執筆者の一員となった。
同世代の関川夏央、呉智英と仲がよく、3人とも独身である（関川は1度結婚したが、離婚）。
著書『読ませる技術』は、関川と2人で朝日カルチャーセンターで行っていた、「コラム・エッセイの講座」での体験が、元になっている。
また、独身女性である、檀ふみとも仲がよい。

## 著書
- 『香港旅の雑学ノート 出街・街坊・享受』ダイヤモンド社 1979　 のち新潮文庫
- 『香港世界』筑摩書房 1984 のちちくま文庫　のち河出文庫
- 『ソウルの大観覧車』（橋口譲二写真）平凡社 1986
- 『空腹の王子』主婦の友社 1992 のち新潮文庫
- 『燃えないゴミの日』平凡社 1994
- 『読ませる技術 コラム・エッセイの王道』マガジンハウス 2001 のちちくま文庫
- 『日本ばちかん巡り』新潮社 2002 のちちくま文庫
- 『団塊ひとりぼっち』文春新書 2006
- 『若干ちょっと、気になる日本語』筑摩書房、2013

### 共編著
- 『越境する東南アジア』（鶴見良行共著）平凡社 1986
- 『東京駅探険』（中川市郎、松山巌共著）新潮社 1987
- 『香港読本』（編）福武文庫  1989
  - 沢木耕太郎、藤原新也、山口、末常卓郎、平岡正明、辻邦生、アグネス・チャン、可児弘明、梶山季之、邱永漢、中嶋幹起、村岡伊平治
- 『東京的日常』（関川夏央共著）メディアファクトリ－ 1990　のちちくま文庫
- 『やってよかった東京五輪 オリンピック熱1964』編(新潮文庫 2020